# Nowakowskiella delica
Nowakowskiella delica är en svampart som beskrevs av Whiffen 1943. Nowakowskiella delica ingår i släktet Nowakowskiella och familjen Cladochytriaceae.   Inga underarter finns listade i Catalogue of Life.